# Erdély története
Az Erdély története című három kötetes mű az Akadémiai Kiadó gondozásában jelent meg 1986-ban összesen 1945 oldalon.
A mű megjelenése nem csak a történettudományban, hanem a nemzetközi politikában is jelentős visszhangot kapott. Az első magyar nyelvű modern összefoglaló történeti mű Erdély történelméről óriási hiányt pótolt a magyar történettudományban. Megalkotásában részt vettek a korabeli magyar történész szakma legjobbjai, Barta Gábor, Bóna István, Makkai László, Miskolczy Ambrus, Mócsy András, Péter Katalin, R. Várkonyi Ágnes, Szász Zoltán, Tóth Endre, Trócsányi Zsolt, Vékony Gábor. Főszerkesztője Köpeczi Béla volt. 
Az országrész történetét a szerzők a kezdetektől egészen az 1970-es évekig dolgozták fel. Teljes szövege elérhető a Magyar Elektronikus Könyvtárban.

## A mű kiadásának politikai körülményei
A már évek óta elkészült Erdély története kiadására csak 1986 novemberében, többéves politikai óvatoskodás után került sor, annak ellenére, hogy főszerkesztője a hivatalban lévő kulturális miniszter, Köpeczi Béla volt. A mű megjelentetésének politikai jelentősége abban állt, hogy Magyarország nyíltan vitába szállt a „testvéri” szocialista Románia történelemfelfogásával, a dák–római folytonosság, az úgynevezett dákoromán kontinuitás elméletével. Nicolae Ceaușescu rendszere egyáltalán azt is irredenta politikai támadásnak értékelte, hogy Magyarország átfogóan foglalkozott Erdély, „Románia tartománya” történelmével.
A mű tudományos értékére jellemző, hogy Deák István amerikai magyar történész szerint még az amerikai magyar emigráns történészek köreiben is pozitív visszhangot váltott ki, a magyar politikai vezetés részéről a magyar–román kapcsolatok, a magyar nemzeti kérdés újfajta megközelítését látták benne.
A három nagyalakú kötetből álló, csaknem 2000 oldalas mű néhány hónap alatt százezres példányszámban kelt el, ami nagyrészt az Erdély ügye iránt kimutatott társadalmi szolidaritás jele volt.
A román hivatalos szervek régóta tudomással bírtak az MTA Történettudományi Intézetében készülő munkáról, mivel arról még 1975 őszén a budapesti útjáról hazatérő, a Securitate által kényszerrel beszervezett Mikó Imre nemzetiségi jogász és író részletesen beszámolt tartótisztjének. A megjelenés után a Román Kommunista Párt vezetése úgy döntött, hogy a magyar állami és pártvezetést, Kádár Jánossal az élén, mind a magyar nép, mind a szocialista közösség előtt, különösen Gorbacsov szemében, le kell járatni azzal, hogy a nacionalista magyarok egyelőre Erdélyt akarják, de később a Szovjetunió ellen is fordulnak majd. Magyarországon pedig törekedni kell a belső feszültség szítására. A román hatóságok ennek megfelelően 1987 tavaszán széles körű propaganda hadjáratba kezdtek az Erdély és Románia történetével kapcsolatos román hivatalos álláspont megvédésére és a magyar „revizionizmus” leleplezésére, otthon és külföldön egyaránt.

## Külföldi megjelenése
A három kötetes művet 2001–2002-ben New Yorkban is kiadták angol nyelven.